# Karwowo (powiat policki)
Karwowo (niem. Carow) – wieś w Polsce położona w województwie zachodniopomorskim, w powiecie polickim, w gminie Kołbaskowo, w odległości 10 km na południowy zachód od centrum Szczecina.
W latach 1975–1998 miejscowość należała administracyjnie do województwa szczecińskiego.
Pierwsze wzmianki o wsi pochodzą z 1191 roku, kiedy to wymieniona została w Pommersches Urkundenbuch pomiędzy wioskami, z których dziesięcinę ma pobierać szczeciński kościół św. Jakuba.

## Zabytki
Na terenie wsi znajdują się ruiny zabytkowego, XIII-wiecznego kościoła.

## Transport
Karwowo połączone jest ze Szczecinem miejską linią autobusową.